# Linyphia maculosa
Linyphia maculosa là một loài nhện trong họ Linyphiidae.
Loài này thuộc chi Linyphia. Linyphia maculosa được Richard C. Banks miêu tả năm 1909.